# Иннокентий (Моруев)
Иннокентий Моруев (1741—1828) — игумен Валаамского монастыря Русской православной церкви.

## Биография
Родился в 1741 году в деревне Рижкалицы Олонецкой губернии в семье зажиточного крестьянина. Двенадцати лет поступил в Валаамский монастырь, в 1772 году пострижен в монахи; вскоре определен ключником в Александро-Невскую лавру.
Митрополит Гавриил, отправляя в 1782 году в Валаамский монастырь, для восстановления его, иеромонаха Саровской пустыни Назария Кондратьева, дал ему в помощники и казначеи отца Иннокентия, тогда же посвятив его в иеромонаха. Столько же строгий аскет, сколько человек весьма практичный и трудолюбивый, он очень помог отцу Назарию в восстановлении монастыря.

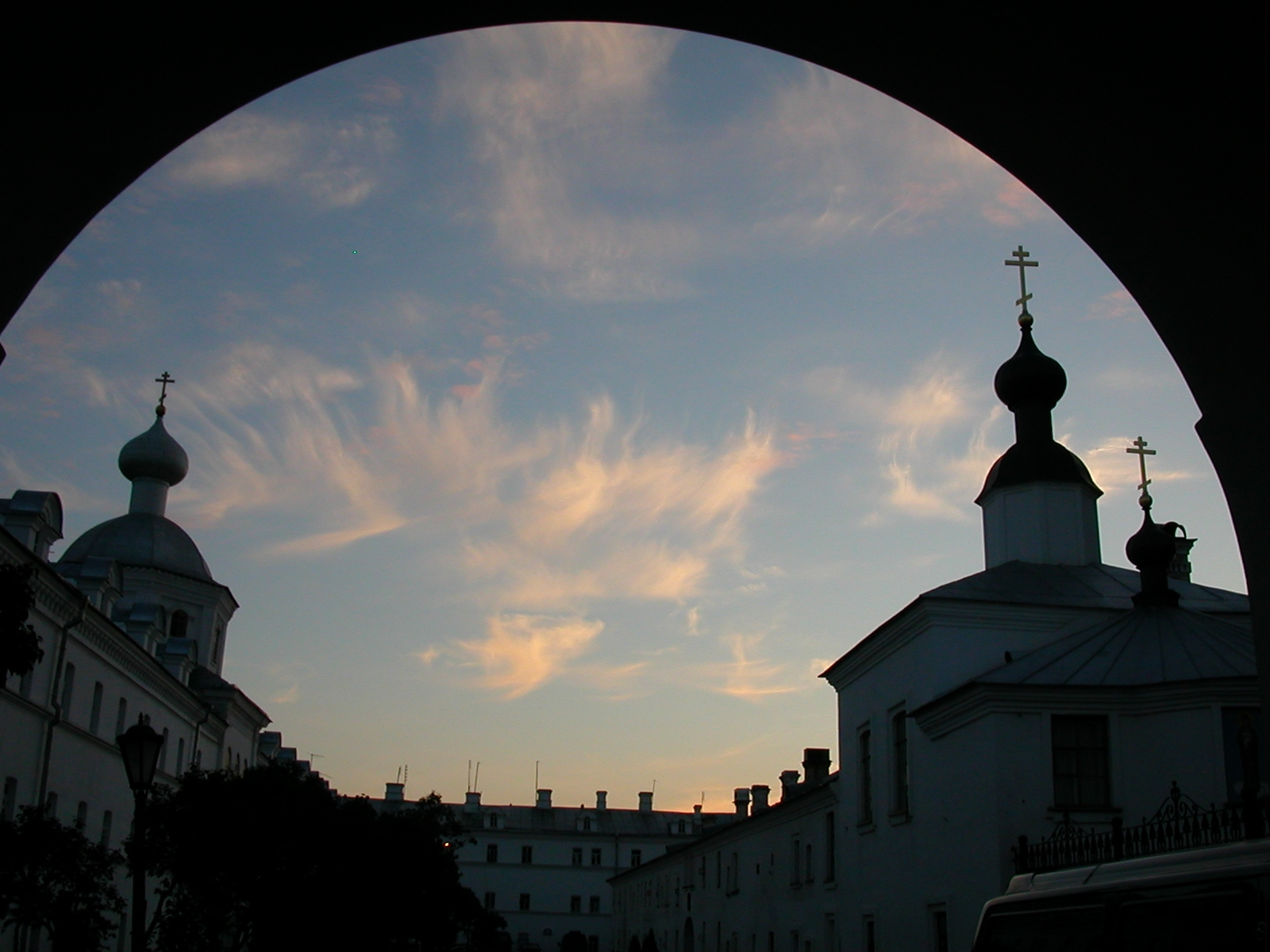
Валаамский монастырь

13 июля 1801 года Иннокентий Моруев был назначен преемником Назария, удалившегося на покой. При нём получило завершение внешнее восстановление монастыря, которое только начато было отцом Назарием, всецело посвятившим себя установлению внутреннего благоустройства в монастыре. Был воздвигнут почти весь так называемый внешний монастырский четырехугольник, в который входят две церкви, монастырские врата, больница; устроены два монастырских подворья — в Сердоболе и в Петербурге, сооружена серебряная рака валаамских чудотворцев.
Император Александр I, посетивший Валаам в 1819 году, пожертвовал в монастырь драгоценную ризницу, повелел внести дни памяти и перенесения мощей валаамских чудотворцев во все печатные месяцесловы, возвёл обитель в 1-й класс и предполагал возвести настоятелей её в сан архимандрита, но Иннокентий упросил оставить в монастыре игуменство. Тогда император пожаловал в преемственное ношение валаамским настоятелям бриллиантовый наперсный крест.
В 1823 году Иннокентий по болезни отпросился на покой. Во время своего пребывания на покое он не покидал Валаам, и даже способствовал восстановлению Ондрусовской и Сяндемской пустыней, где были воздвигнуты храмы и келии.
Умер 22 сентября (4 октября) 1828 года в Петрозаводске, куда заезжал по делам монастыря. Был погребён на старом братском кладбище Валаамского монастыря.